# دانیل توریبیو
دانیل توریبیو (انگلیسی: Daniel Toribio؛ زادهٔ ۵ اکتبر ۱۹۸۸) بازیکن فوتبال اهل اسپانیا است.
از باشگاه‌هایی که در آن بازی کرده‌است می‌توان به باشگاه فوتبال دپورتیوو آلاوس، باشگاه فوتبال رئال مورسیا، باشگاه فوتبال آلکورکون، باشگاه فوتبال پومفرادینا، باشگاه فوتبال بارسلونا بی، باشگاه فوتبال مالاگا، باشگاه فوتبال ویارئال، و باشگاه فوتبال بارسلونا اشاره کرد.